# محمد امین نجمی
محمد امین نجمی (انگلیسی: Mohamed Amine Najmi؛ زادهٔ ۸ مهٔ ۱۹۸۱) بازیکن فوتبال اهل مراکش بود.
از باشگاه‌هایی که در آن بازی کرده‌است می‌توان به باشگاه فوتبال عجمان امارات، باشگاه فوتبال المپیک خریبکه، و باشگاه ورزشی العربی کویت اشاره کرد.
وی همچنین در تیم ملی فوتبال مراکش بازی کرده‌است.